# Stefon Diggs
Stefon Mar'sean Diggs (* 29. November 1993 in Alexandria, Virginia) ist ein US-amerikanischer American-Football-Spieler auf der Position des Wide Receivers. Er spielte College Football für die University of Maryland, College Park. Derzeit ist er für die New England Patriots in der National Football League (NFL) aktiv. Von 2015 bis 2019 spielte er für die Minnesota Vikings, von 2020 bis 2023 für die Buffalo Bills und 2024 für die Houston Texans.

## Frühe Jahre
Diggs wuchs in Gaithersburg im US-Bundesstaat Maryland auf und besuchte die Highschool in Olney.
Seine Mutter heißt Stephanie Diggs und er hat außerdem einen Bruder namens Trevon Diggs, der als Cornerback in der zweiten Runde des NFL Draft 2020 von den Dallas Cowboys gedraftet wurde.

## College
Diggs besuchte von 2012 bis 2014 die University of Maryland, College Park und spielte für die Maryland Terrapins.
Insgesamt fing er in diesen drei Jahren 150 Bälle für 2.227 Yards und schaffte dabei 14 Touchdowns. Am College wurde er außerdem als Return Specialist eingesetzt und kam dabei auf 1.472 Yards und 2 Touchdowns als Kick Returner und 220 Yards als Punt Returner.

## NFL
Im NFL Draft 2015 wurde Diggs in der 5. Runde an 146. Stelle insgesamt von den Minnesota Vikings ausgewählt.
Diggs konnte sich 2015 bereits in seinem Rookie-Jahr als wichtiger Wide Receiver bei den Vikings etablieren und zeigte eine gute Zusammenarbeit mit Quarterback Teddy Bridgewater.

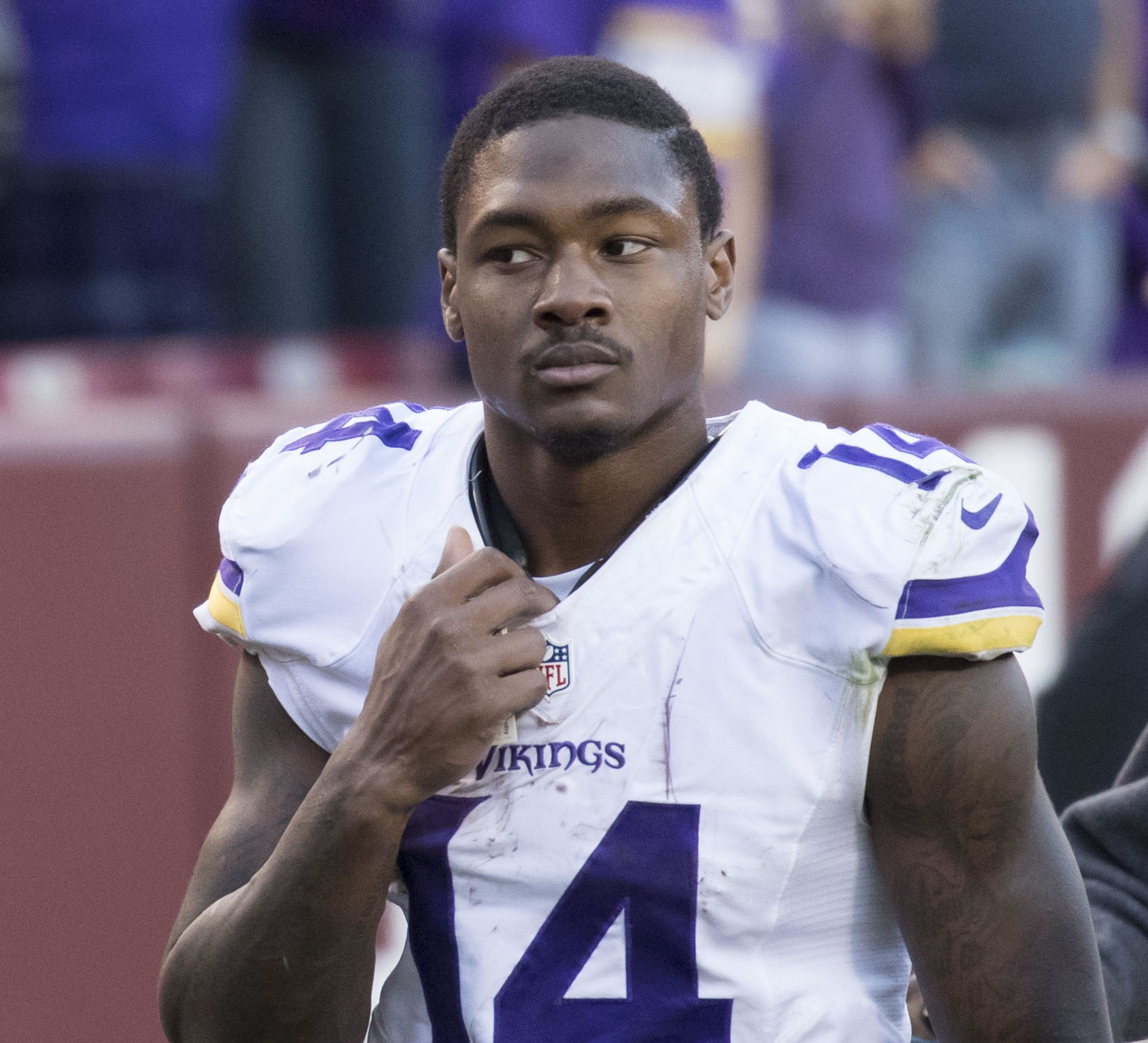
Diggs bei den Vikings (2016)

Nach dessen schwerer Verletzung und dem Quarterback-Wechsel der Vikings zu Sam Bradford vor der Saison 2016 konnte er seine Position als Startspieler behaupten und fing fast doppelt so viele Bälle wie in seinem ersten NFL-Jahr. Am 13. November 2016 schrieb er im Spiel gegen die Washington Redskins Geschichte, indem er der erste NFL-Spieler war, der in zwei aufeinanderfolgenden Spielen 13 oder mehr Bälle fing.
In der Saison 2017 erzielte Diggs acht Touchdowns, in den Play-offs erzielte Diggs zudem den entscheidenden Touchdown beim Minneapolis Miracle gegen die New Orleans Saints. Im Sommer 2018 verlängerte er seinen Vertrag bei den Vikings um fünf Jahre.
Nach einem schwachen Start der Vikings in die Saison 2019 fehlte Diggs beim Training und bei Teambesprechungen, weswegen er vom Team mit einer Geldstrafe belegt wurde. In der Folge wurde über einen möglichen Trade von Diggs zu einem anderen Team spekuliert. Da Adam Thielen, neben Diggs stärkster Receiver von Minnesota, ab Woche 7 verletzungsbedingt den größten Teil der Saison verpasste, spielte Diggs eine noch wichtigere Rolle in der Offense der Vikings. In Woche 15 übertraf er zum zweiten Mal nach 2018 die 1000-Yards-Marke.
Am 16. März 2020 gaben die Vikings Diggs zusammen mit einem Siebtrundenpick im Austausch gegen mehrere Draftrechte der Buffalo Bills ab. Die Vikings erhielten den Erstrundenpick sowie den Fünft- und Sechstrundenpick der Bills 2020 und den Viertrundenpick 2021.
Nach zwei starken Saisons bei den Bills verlängerte er am 8. April 2022 seinen Vertrag um vier Jahre mit einem Gesamtvolumen von 96 Millionen US-Dollar.
Im April 2024 einigten die Bills sich mit den Houston Texans auf einen Trade von Diggs und einem Sechstrundenpick 2024 sowie einem Fünftrundenpick 2025 im Austausch gegen einen Zweitrundenpick 2025. In der Saison 2024 fing Diggs in acht Spielen für die Texans 47 Pässe für 496 Yards und drei Touchdowns, bevor ein Kreuzbandriss seine Saison vorzeitig beendete. Im März 2025 schloss Diggs sich den New England Patriots an.

### NFL-Statistiken
| 2015                               | Minnesota Vikings | 13  | 9   | 52  | 720   | 13,8 | 40T | 4  | 3  | 13  | 4,3  | 10 | 0 | – | –  | –   | –  | – | 1 | 22 | 22,0 | 22 | 0 | 2  | 0 |
| 2016                               | Minnesota Vikings | 13  | 11  | 84  | 903   | 10,8 | 46  | 3  | 3  | 10  | 3,3  | 12 | 0 | 6 | 45 | 7,5 | 19 | 0 | – | –  | –    | –  | – | 0  | 0 |
| 2017                               | Minnesota Vikings | 14  | 14  | 64  | 849   | 13,3 | 59T | 8  | 8  | 13  | 1,6  | 9  | 0 | – | –  | –   | –  | – | – | –  | –    | –  | – | 0  | 0 |
| 2018                               | Minnesota Vikings | 15  | 14  | 102 | 1.021 | 10,0 | 75T | 9  | 10 | 62  | 6,2  | 20 | 0 | – | –  | –   | –  | – | – | –  | –    | –  | – | 0  | 0 |
| 2019                               | Minnesota Vikings | 15  | 15  | 63  | 1.130 | 17,9 | 66  | 6  | 5  | 61  | 12,2 | 27 | 0 | – | –  | –   | –  | – | – | –  | –    | –  | – | 4  | 3 |
| 2020                               | Buffalo Bills     | 16  | 15  | 127 | 1.535 | 12,1 | 55  | 8  | 1  | 1   | 1,0  | 1  | 0 | – | –  | –   | –  | – | – | –  | –    | –  | – | 0  | 0 |
| 2021                               | Buffalo Bills     | 17  | 17  | 103 | 1.225 | 11,9 | 61  | 10 | -  | -   | -    | -  | - | – | –  | –   | –  | – | – | –  | –    | –  | – | 1  | 0 |
| 2022                               | Buffalo Bills     | 16  | 16  | 108 | 1429  | 13,2 | 53  | 11 | 1  | −3  | −3   | −3 | 0 | – | –  | –   | –  | – | – | –  | –    | –  | – | 1  | 0 |
| 2023                               | Buffalo Bills     | 17  | 17  | 107 | 1183  | 11,1 | 55  | 8  | 1  | 5   | 5    | 5  | 0 | – | –  | –   | –  | – | – | –  | –    | –  | – | 2  | 1 |
| 2024                               | Houston Texans    | 8   | 8   | 47  | 496   | 10,6 | 49  | 3  | 3  | 8   | 2,7  | 6  | 1 | – | –  | –   | –  | – | – | –  | –    | –  | – | 0  | 0 |
| Total                              | Total             | 144 | 136 | 857 | 10492 | 12,2 | 75  | 70 | 35 | 170 | 4,9  | 33 | 1 | 6 | 45 | 7,5 | 19 | 0 | 1 | 22 | 22,0 | 22 | 0 | 10 | 4 |
| Quelle: pro-football-reference.com |                   |     |     |     |       |      |     |    |    |     |      |    |   |   |    |     |    |   |   |    |      |    |   |    |   |